# Matic Račič
Matic Račič (20 dicembre 1989) è un giocatore di calcio a 5 sloveno.

## Carriera
Račič ha fatto parte della Slovenia Under-21 che, nel 2008, prese parte al campionato europeo di categoria.